# Бобслей на зимних Олимпийских играх 1948
Соревнования по бобслею на зимних Олимпийских играх 1948 года прошли с 30 января по 7 февраля на Олимпийской бобслейной трассе Санкт-Мориц — Челерина. С 30 по 31 января был разыгран комплект наград среди экипажей двоек, с 6 по 7 февраля — комплект наград среди экипажей четвёрок. 71 бобслеист из 9 стран принял участие, в том числе 21 бобслеист в обеих дисциплинах.

## Общий медальный зачёт
| Место | Страна    | Золото | Серебро | Бронза | Всего |
| ----- | --------- | ------ | ------- | ------ | ----- |
| 1     | Швейцария | 1      | 1       | 0      | 2     |
| 2     | США       | 1      | 0       | 2      | 3     |
| 3     | Бельгия   | 1      | 0       | 1      | 2     |

## Медалисты
| Дисциплина         | Золото                                                                        | Серебро                                                                      | Бронза                                                                   |
| ------------------ | ----------------------------------------------------------------------------- | ---------------------------------------------------------------------------- | ------------------------------------------------------------------------ |
| Двойки (мужчины)   | Швейцария · Швейцария 2 · Феликс Эндрих · Фридрих Валлер                      | Швейцария · Швейцария 1 · Фриц Файерабенд · Пауль Эберхард                   | США · США 2 · Фредерик Форчун · Скай Кэррон                              |
| Четвёрки (мужчины) | США · США 2 · Фрэнсис Тайлер · Патрик Мартин · Эдвард Римкус · Уильям Д’Амико | Бельгия · Бельгия 1 · Макс Убен · Фредди Мансвелд · Луи-Жорж Ниль · Жак Муве | США · США 1 · Джеймс Бикфорд · Томас Хикс · Дональд Дюпри · Уильям Дюпри |